# Bătălia de la Isonzo (489)
Bătălia de la Isonzo s-a dat pe 28 august 489 pe malurile râului Isontius, nu departe de Aquileia, între invadatorii ostrogoți ai lui Theodoric cel Mare și herulii lui Odoacru. Râul este cunoscut sub numele de Isonzo în italiană și Soča în slovenă.
Theodoric cel Mare, regele ostrogoților, a început în 489 o campanie împotriva lui Odoacru pentru a pune stăpânire peste Italia. Theodoric a înfrânt armata herulă pe malurile râului, obligându-l pe regele acestora să se retragă.